# Cercis chinensis
Cercis chinensis är en ärtväxtart som beskrevs av Aleksandr Andrejevitj Bunge. Cercis chinensis ingår i släktet Cercis och familjen ärtväxter. Inga underarter finns listade i Catalogue of Life.

## Bildgalleri

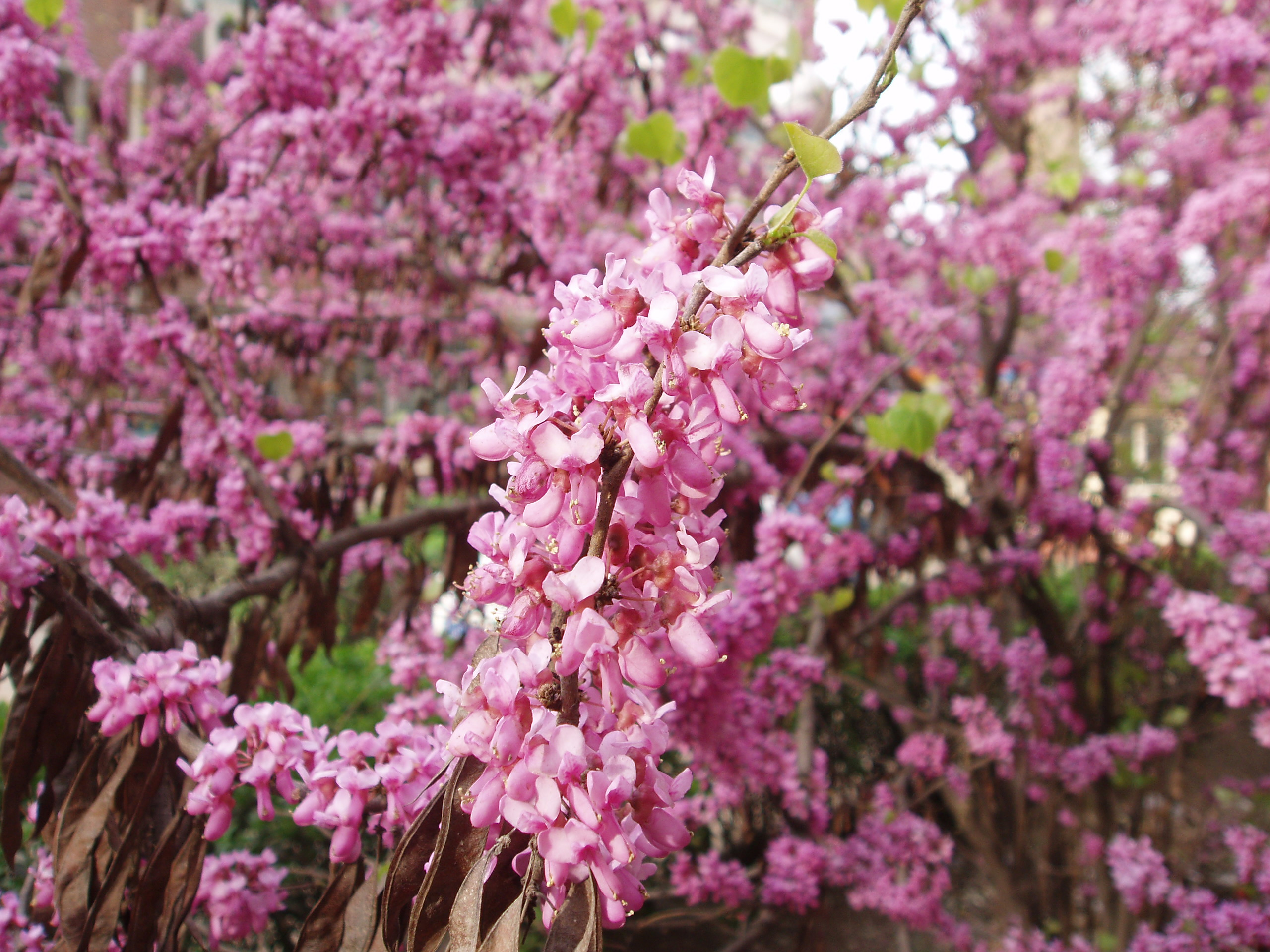
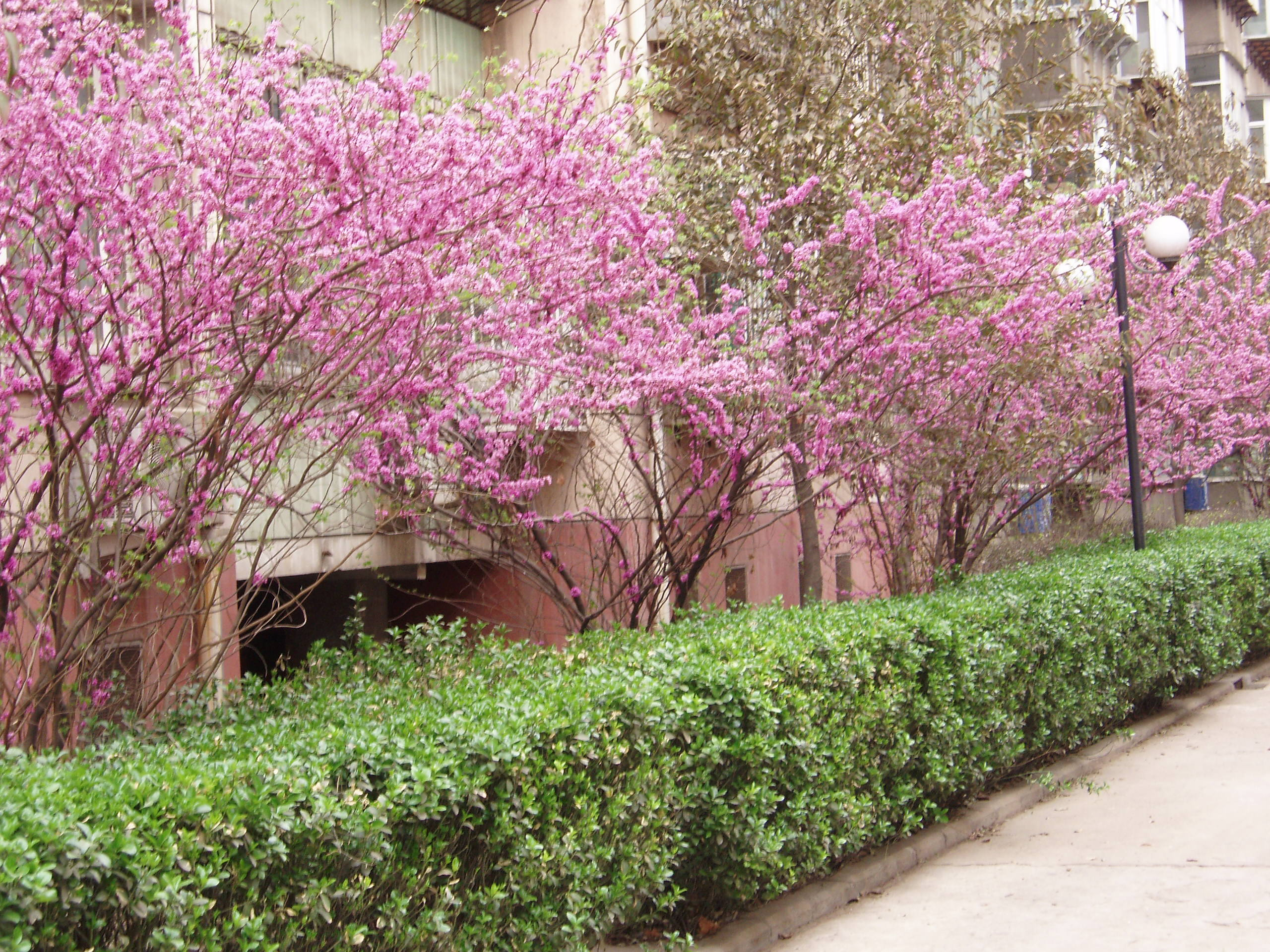
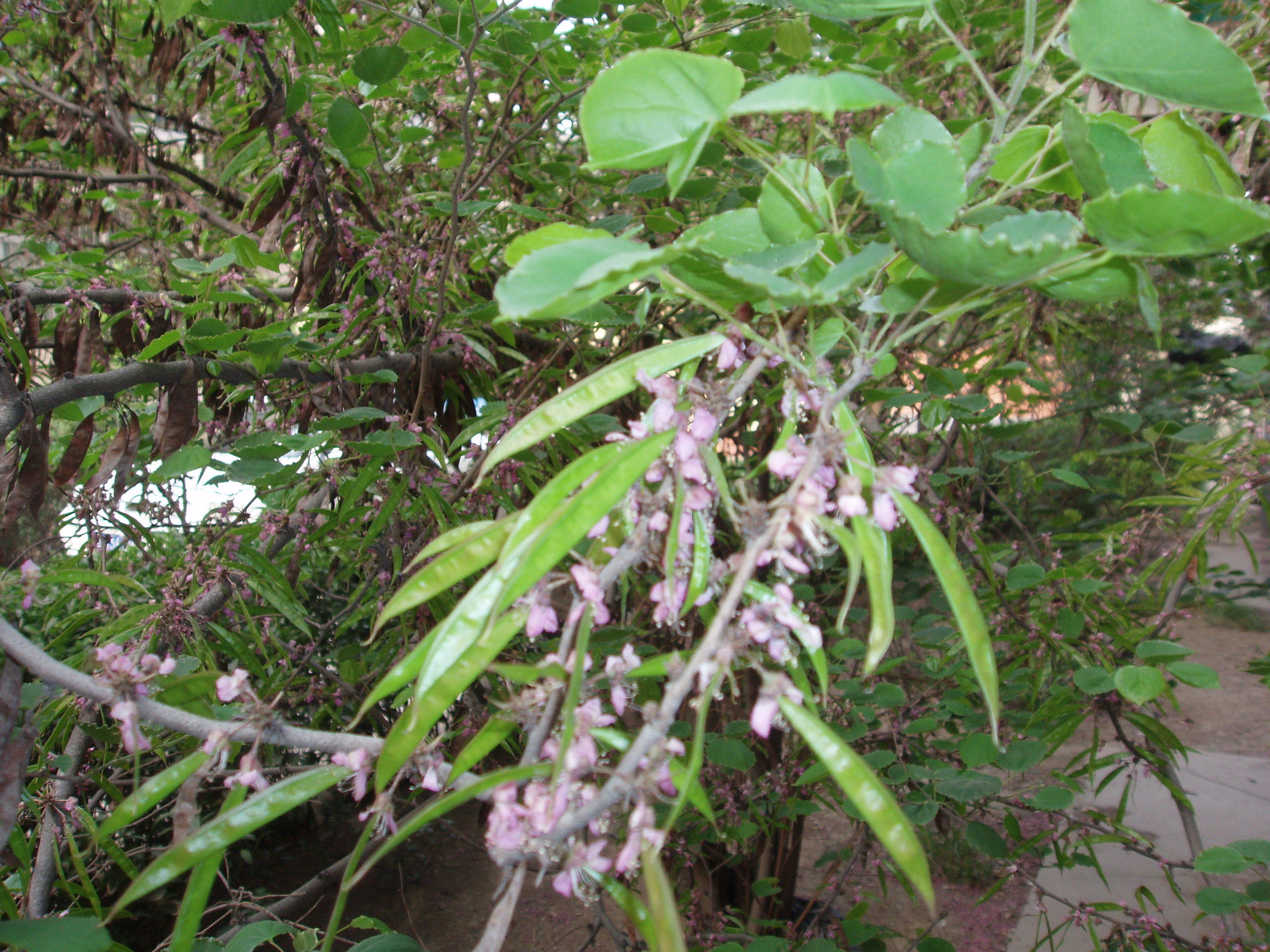
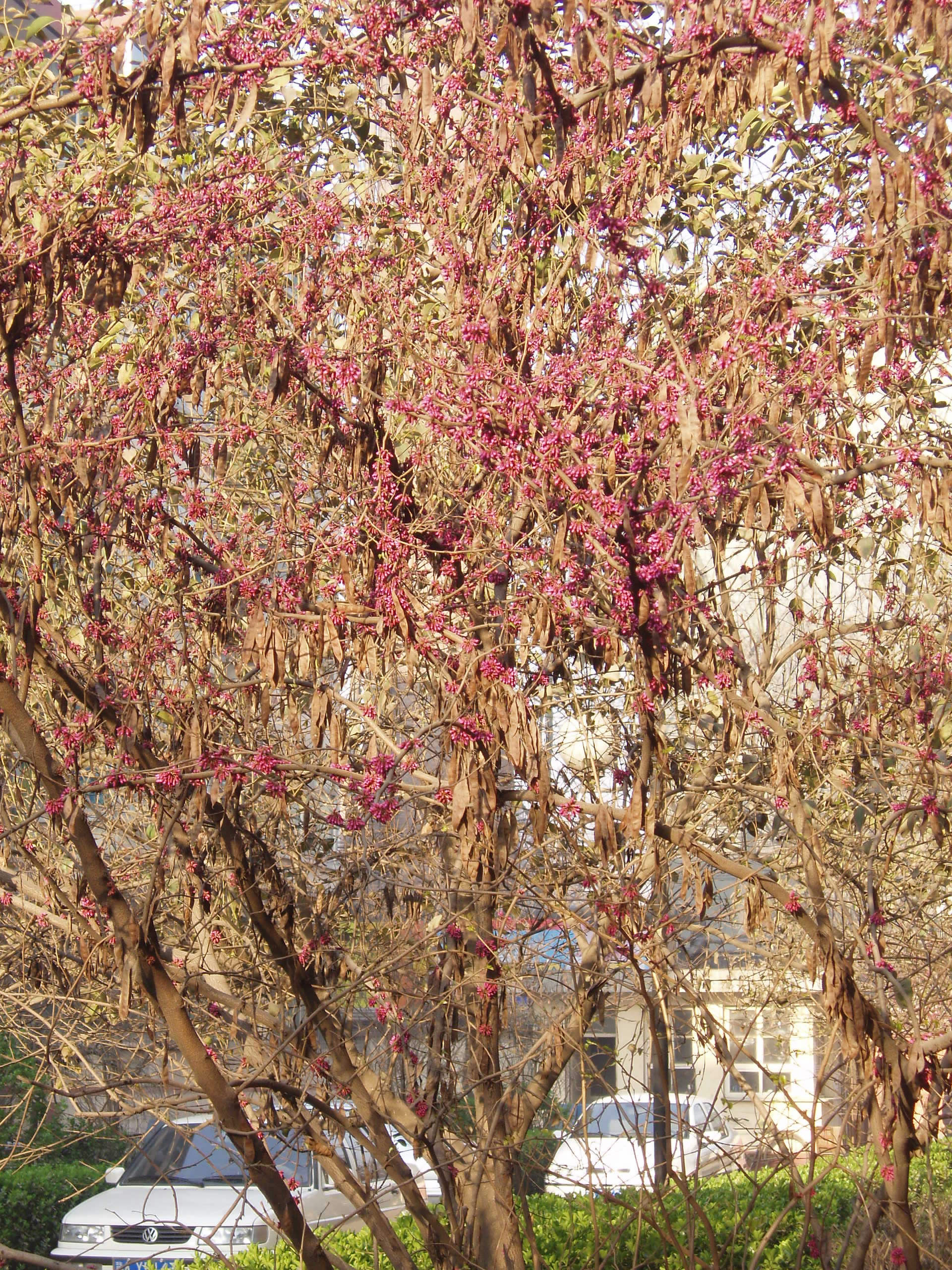
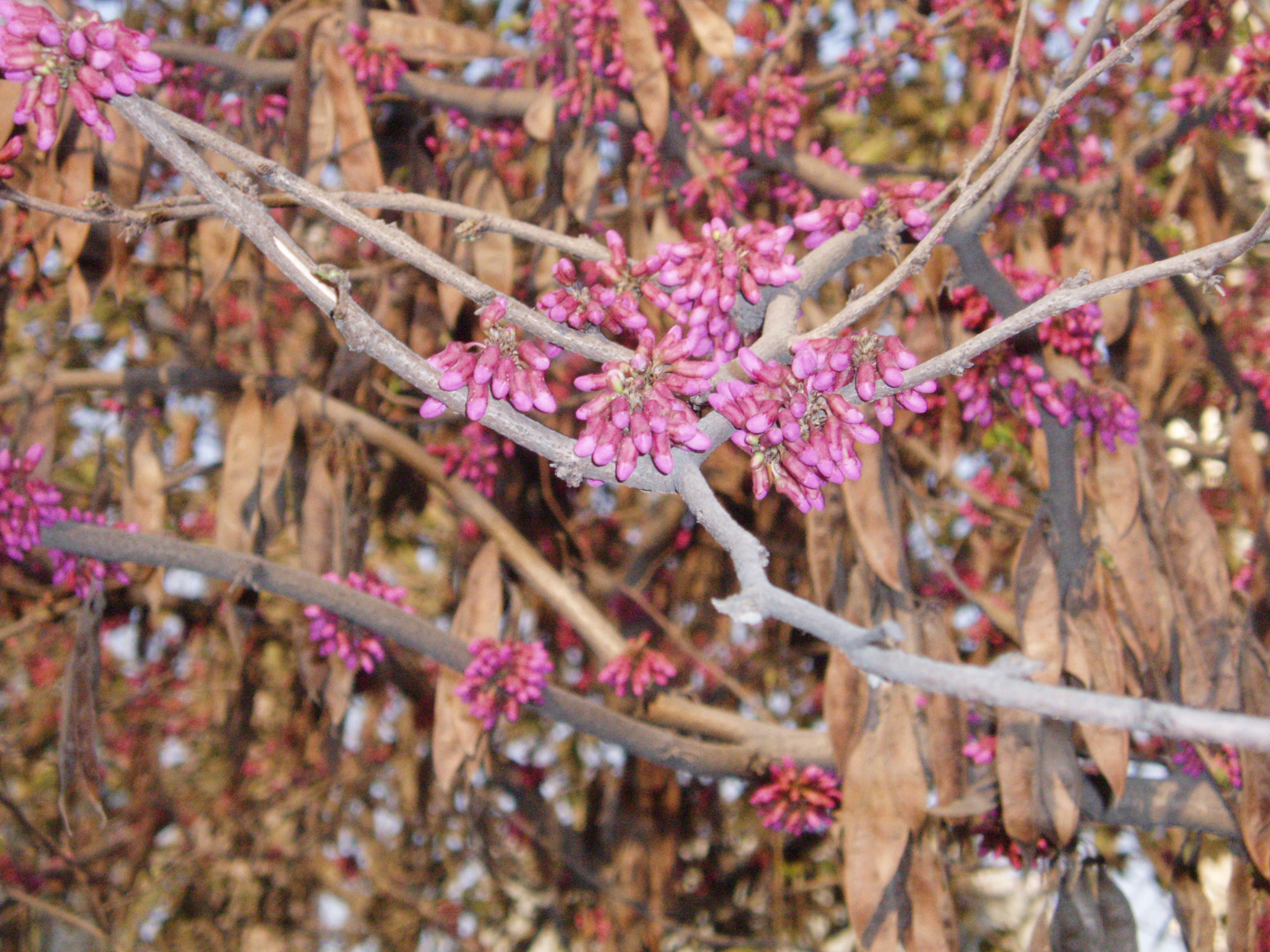
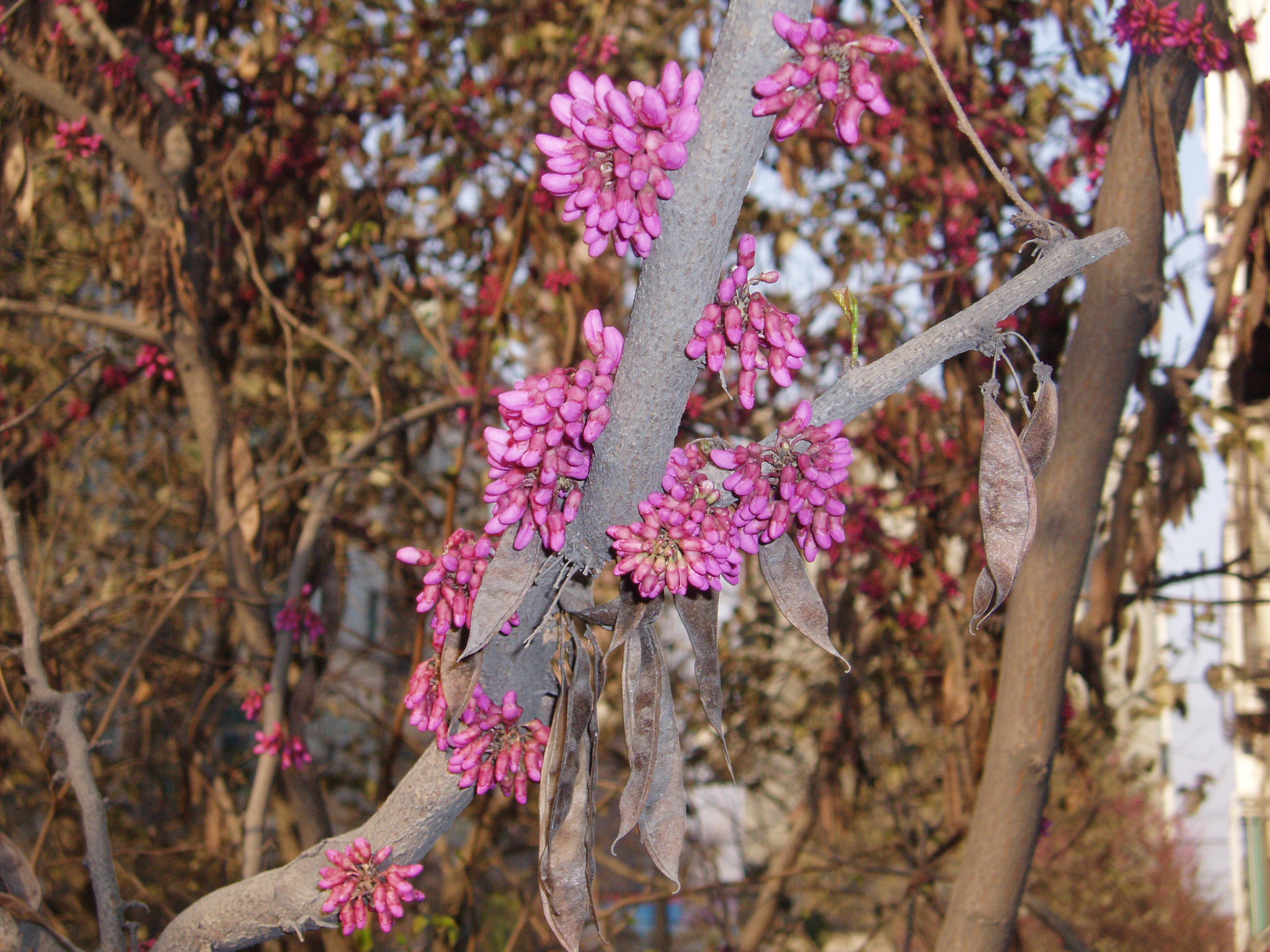